# Popoli in vendita
Popoli in vendita è il secondo album gruppo musicale Radici nel Cemento, pubblicato nel 1998 per l'etichetta discografica Gridalo Forte Records.

## Tracce
1. Intro – 1:34
2. Sogno albanese – 3:54
3. La vita è 'na guera – 7:04
4. Bandiera rotta – 4:44
5. Slaveman blues – 4:04
6. Dietro la città – 4:23
7. Etno dub – 4:43
8. Cacciamo i vampiri – 4:26
9. Plantation – 4:50
10. Lavoro! – 4:50
11. Popoli in vendita – 4:12
12. Me vojo annà – 5:13
13. E io ero Sandokan – 4:07

## Formazione
- Adriano Bono - voce, chitarra, flauto, cori
- Giorgio "Rasta Blanco" Spriano - chitarra, voce, cori
- Christian Simone - sax, cori
- Francesco "Sandokan" Antonazzi - trombone, cori
- Stefano Cecchi - tromba
- Giovanni Graziosi- batteria
- Giulio Ferrante - basso, cori
- Willy Tonna - tastiere
- Federico Re - percussioni
- Giuliano Lucarini - percussioni
- Leonardo "Piddu" Bono - effetti
- Marco "Vitello" Marinelli (Red House) - armonica (brano 4 e 5)
- Danila Massimi (Nidi D'Arac) - voce (brano 3)
- Caterina Quaranta (Nidi D'Arac) - fisarmonica (brano 3)